# Escargots de Bourgogne
Pour l'espèce biologique, voir Helix pomatia.
Ne doit pas être confondu avec Escargot petit-gris ou Escargots à la provençale.
Les escargots de Bourgogne, ou escargots à la bourguignonne, sont une recette de cuisine traditionnelle de la gastronomie française à base d'escargots de Bourgogne sauvages (Helix pomatia) et de beurre d'escargot (beurre, ail, persil). Spécialités bourguignonnes de la gastronomie bourguignonne, ils peuvent être servis en particulier lors des repas de fête de famille ou de réveillon de Noël.

## Historique
La consommation alimentaire d'escargots remonte à la période chasseurs-cueilleurs de la Préhistoire, des origines de l'histoire de l'art culinaire. En Europe continentale, l’Helix pomatia est majoritairement répandu dans l'est de la France et en Europe centrale. En France, la consommation de l'escargot d'élevage toute espèce confondue est estimée à 30 000 tonnes par an, dont 800 à 1 000 tonnes produites par les héliciculteurs français.

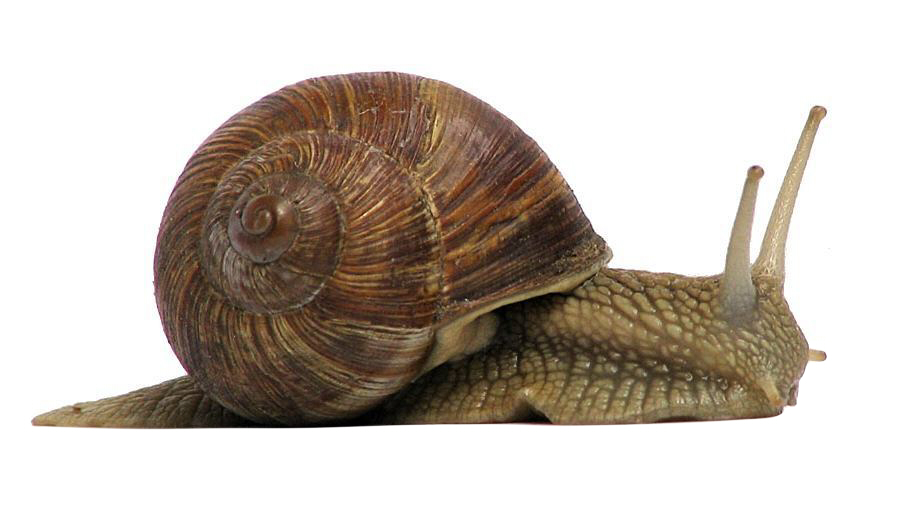
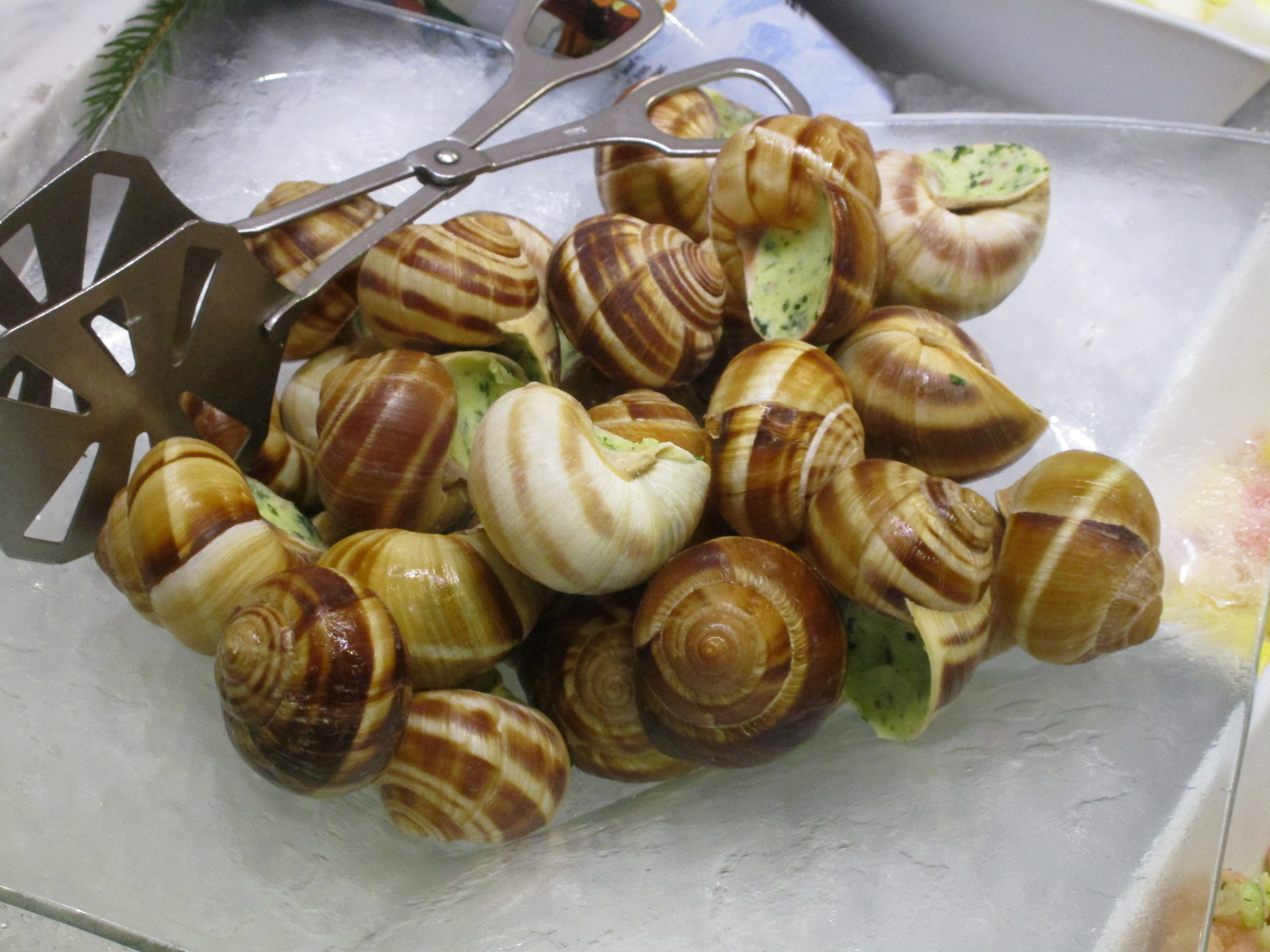
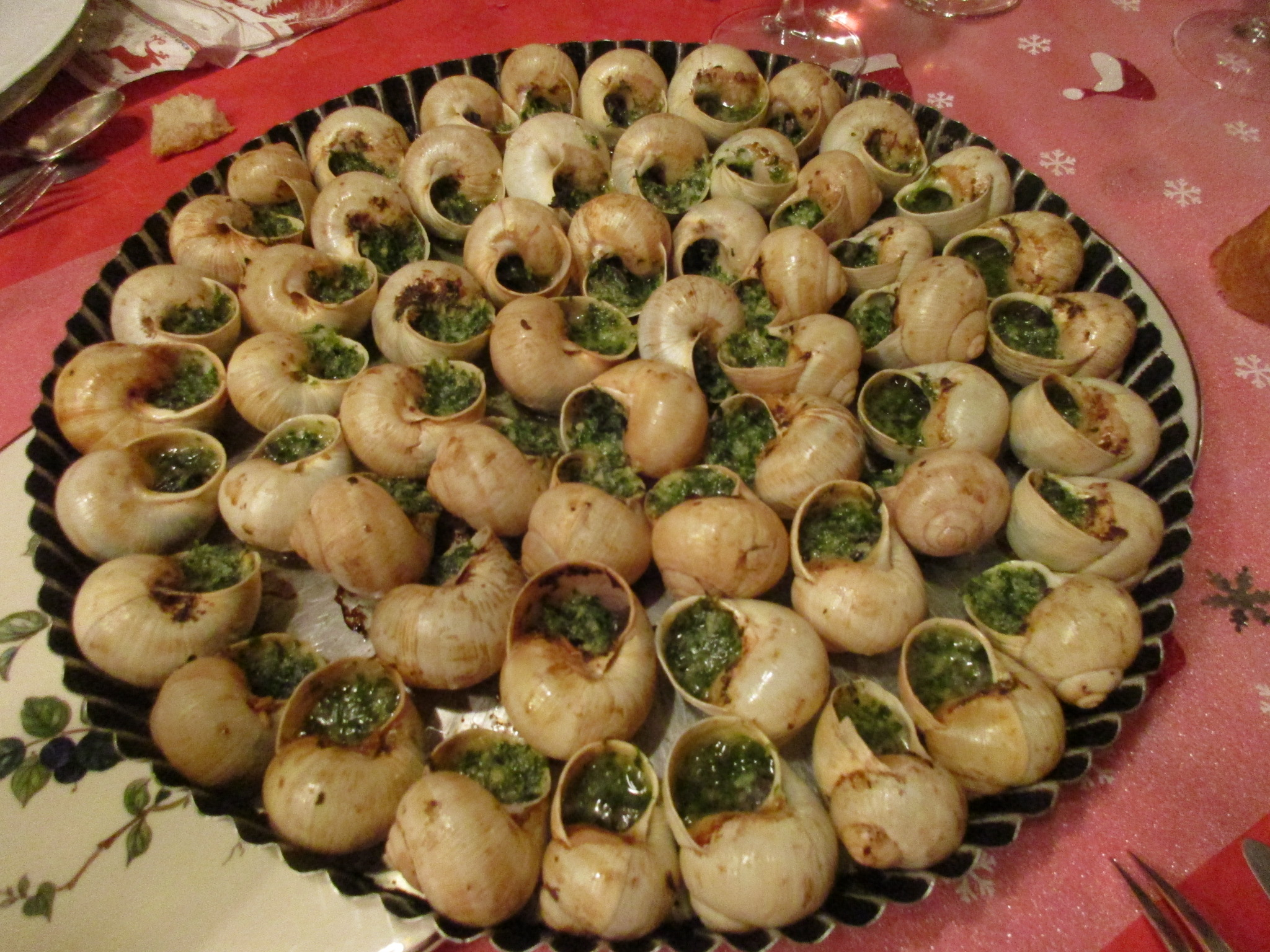

Le père Vallée, aubergiste bourguignon de Bassou dans l'Yonne en Bourgogne, aurait inventé cette recette en 1796,,,. En 1814, Charles-Maurice de Talleyrand-Périgord (président du gouvernement provisoire de 1814, ministre et chef de la diplomatie du roi Louis XVIII au moment de la première restauration française) demande à son célèbre cuisinier bourguignon Marie-Antoine Carême (surnommé « roi des chefs et chef des rois ») de préparer un dîner en l'honneur du tsar Alexandre Ier de Russie, qu'il reçoit dans son hôtel de Saint-Florentin de Paris (mis à la disposition de ce dernier pendant son séjour en France). Le chef cuisinier farcit alors des escargots de Bourgogne au beurre, à l'ail et au persil (beurre d'escargot) qu'il fait cuire et fondre au four, et les baptise « escargots à la bourguignonne », obtenant un important succès gastronomique et diplomatique,,,,. La recette est depuis un des emblèmes de la cuisine bourguignonne et de la cuisine française.

## Origine, commerce et protection
Les dénominations « escargots de Bourgogne » et « escargots à la bourguignonne » désignent originellement un mets à base d'escargots de Bourgogne (Helix pomatia) sauvages issus du terroir bourguignon. En 2017, si le plat est dévolu à être commercialisé, seule cette espèce doit être employée mais elle peut être issue d'élevage et d'importation).

Quelques variantes et présentations
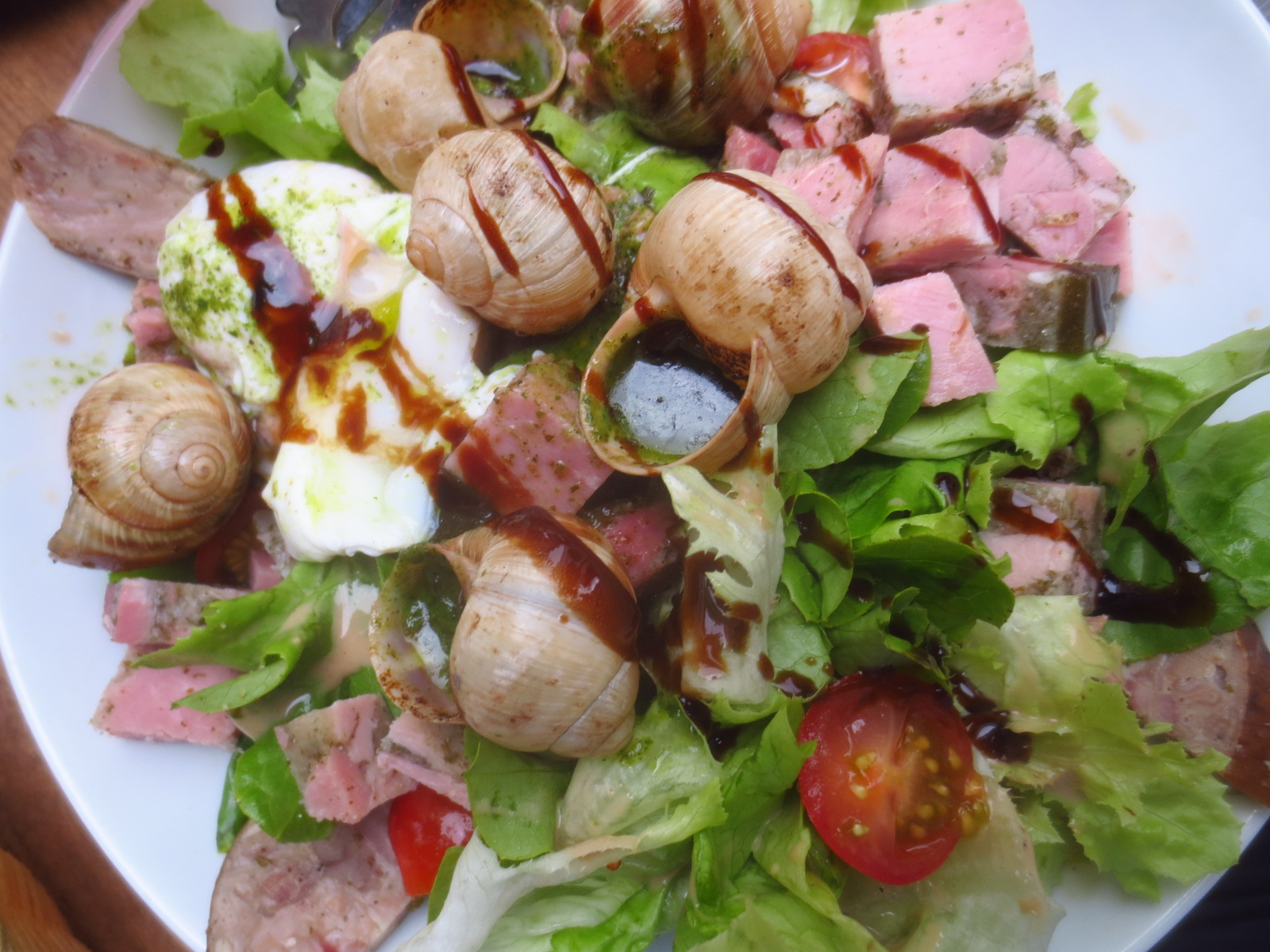
En salade bourguignonne avec jambon persillé et œufs en meurette.
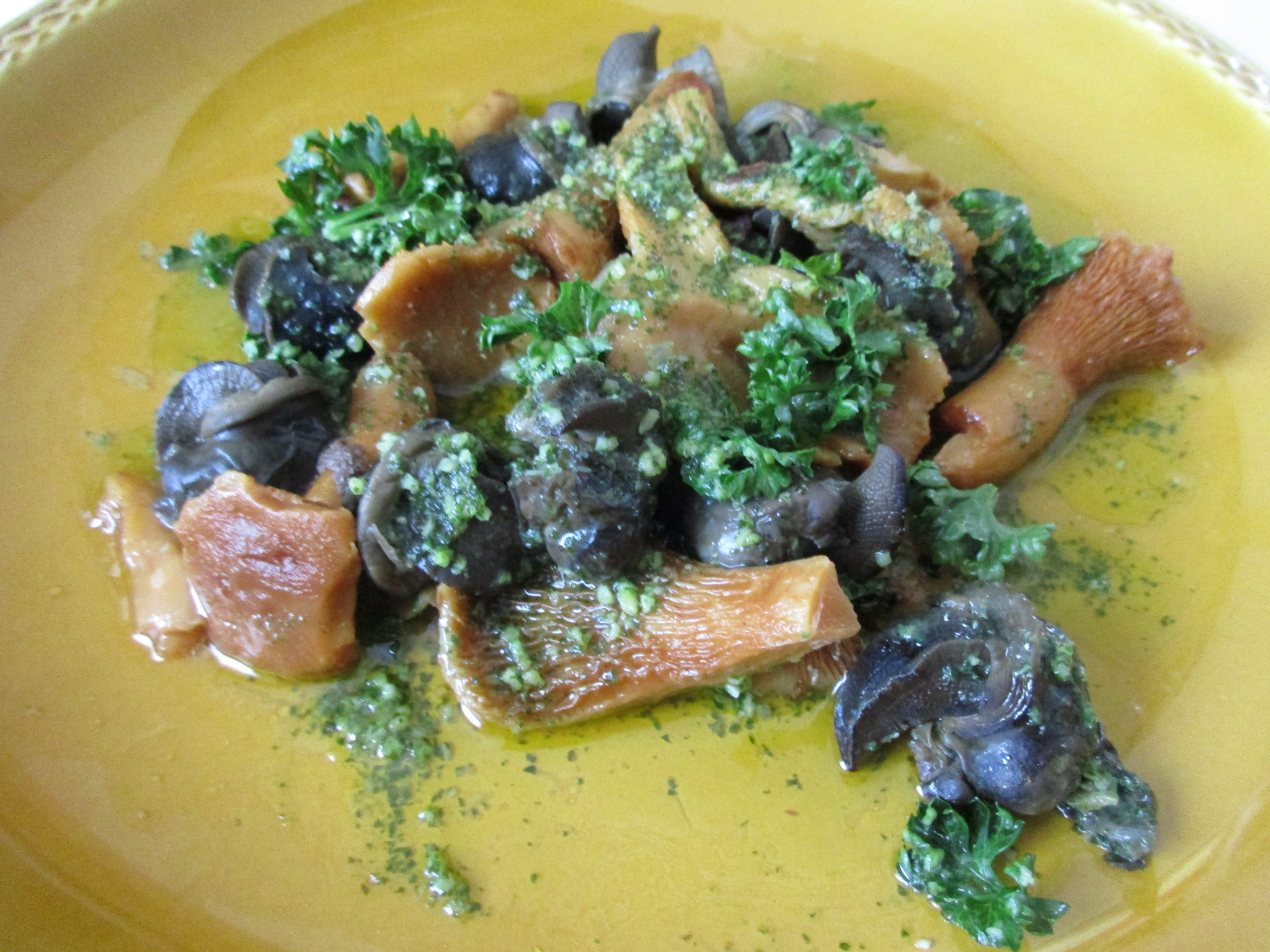
Avec beurre d'escargot et girolles.
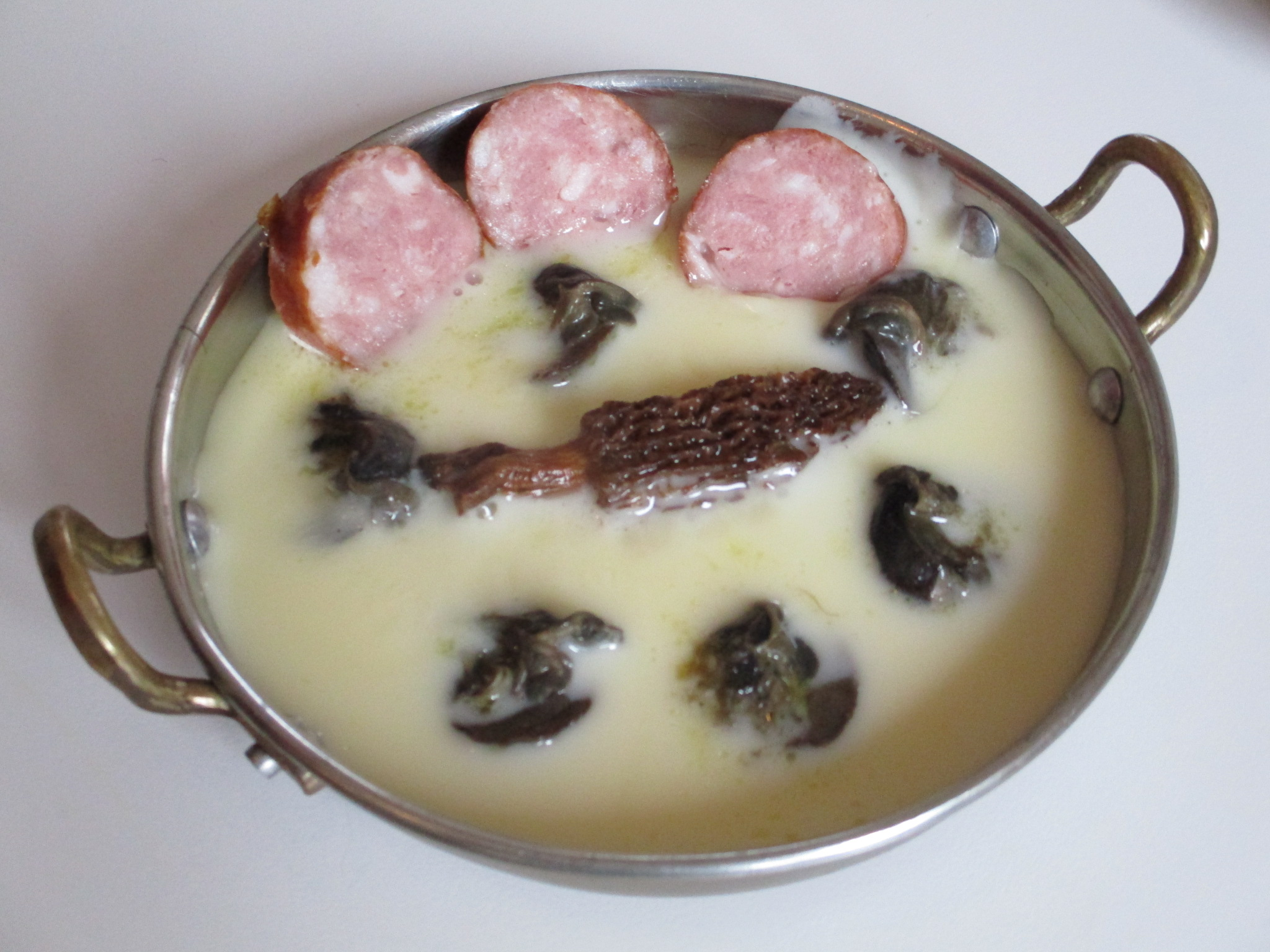
A la franc-comtoise, avec cancoillotte, morilles et saucisse de Morteau.
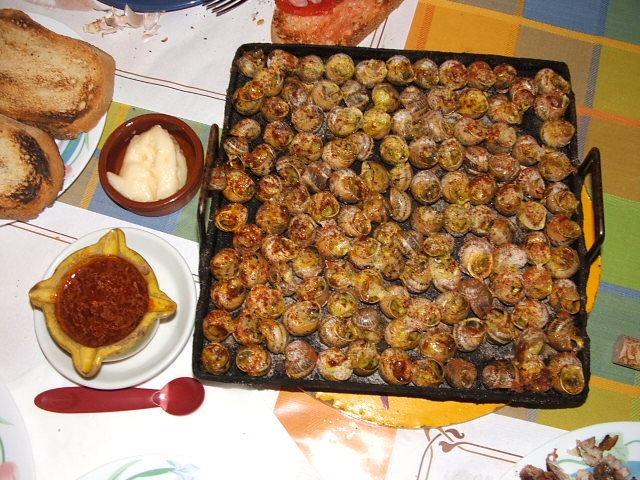
Escargots à la provençale, ou cargolade catalane.
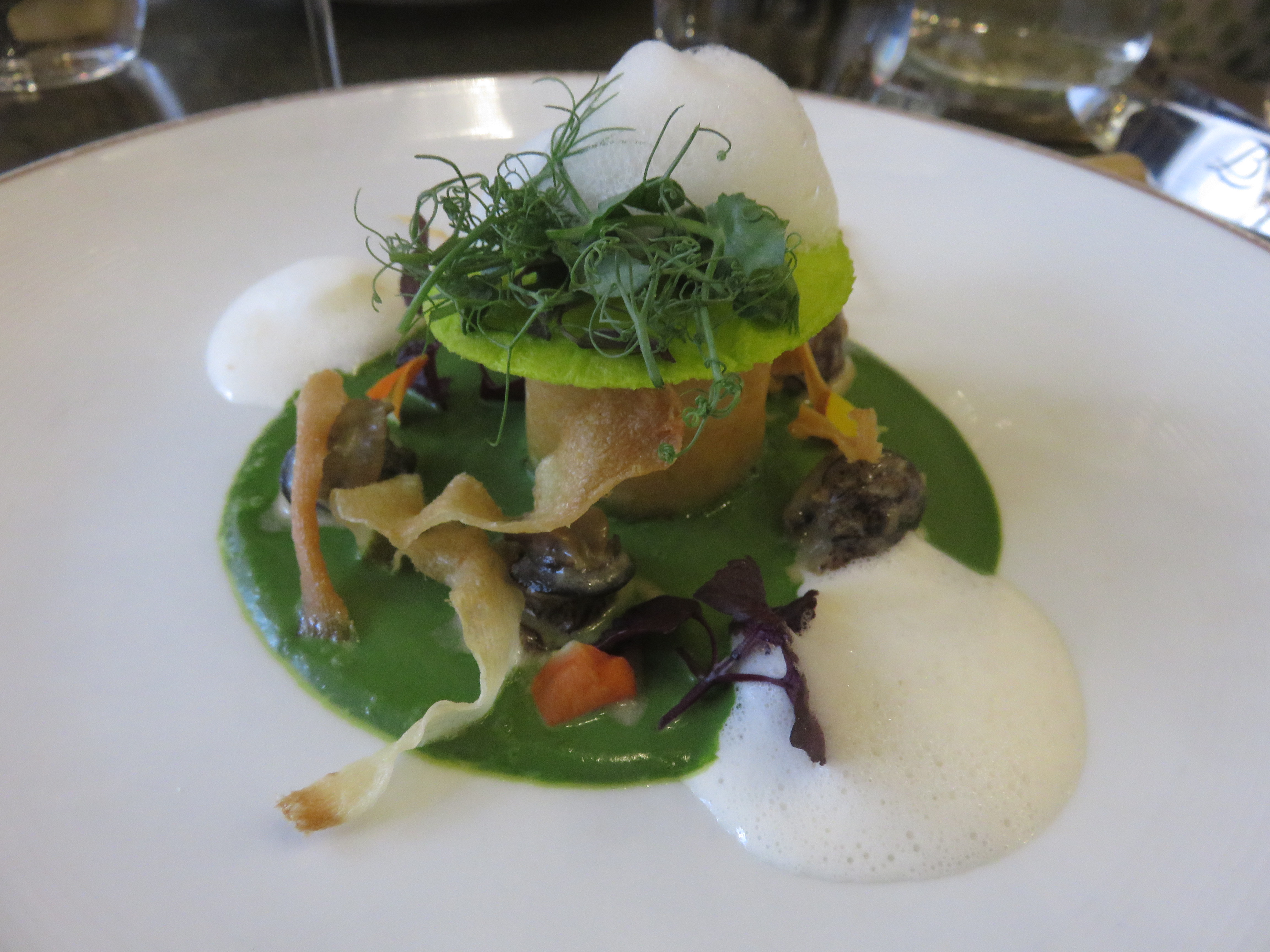
Variante du restaurant gastronomique bourguignon Bernard Loiseau.

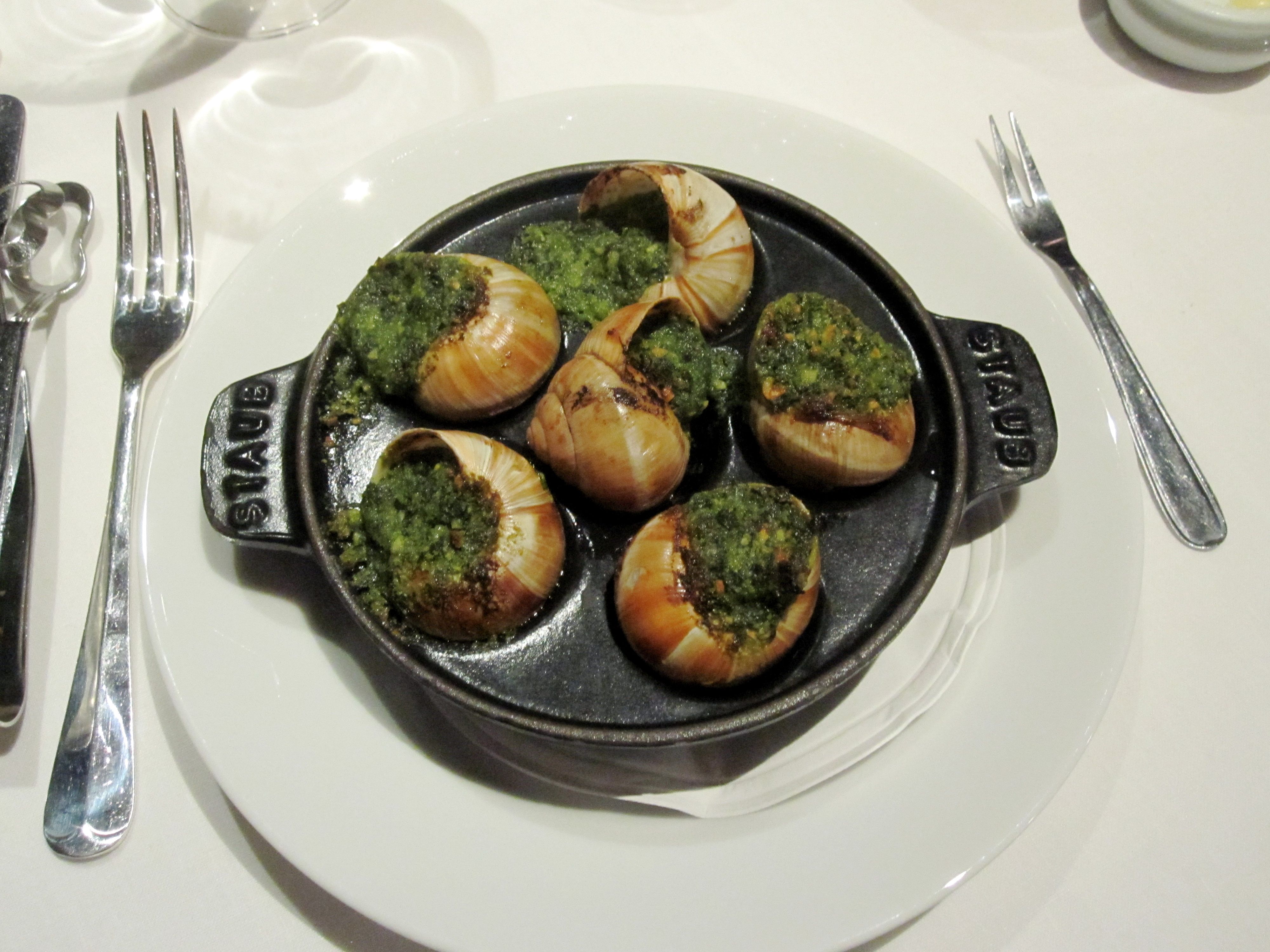
?

En France, gravement menacé de disparition progressive, Helix pomatia est une espèce protégée par arrêté ministériel du 24 février 1979 qui réglemente son ramassage et sa distribution. Son ramassage est interdit au printemps durant sa période de reproduction du 1er avril au 30 juin. Le ramassage et la vente de l'escargot de Bourgogne Helix pomatia, dont le diamètre de la coquille est égal ou supérieur à 3 cm, sont autorisés du 1er juillet au 31 mars.

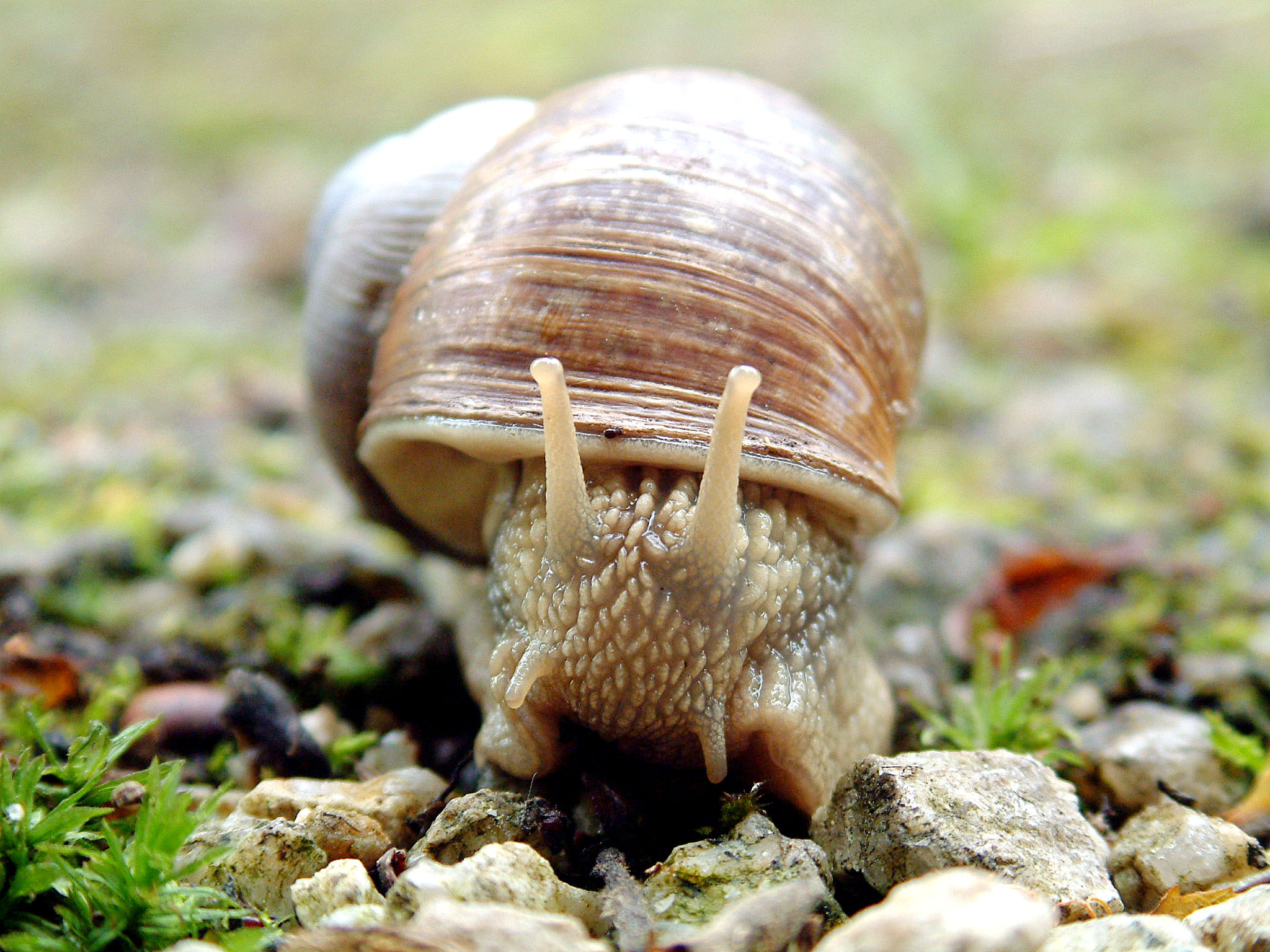
Helix pomatia.

En 2017, du fait de la réglementation et du potentiel de production pérenne des populations sauvages d'Helix pomatia, les volumes disponibles sont insuffisants pour assurer l'importante demande commerciale. Aussi, cet escargot n'est majoritairement cuisiné qu'au sein des ménages. Les escargots du commerce et de la restauration sont majoritairement issus d’élevages locaux (héliciculture), ou importés en grande quantité de Pologne / pays d'Europe de l'Est à moindre coût. L'espèce commercialisée doit être obligatoirement mentionnée à défaut du pays d'origine et de son lieu d'abattage.

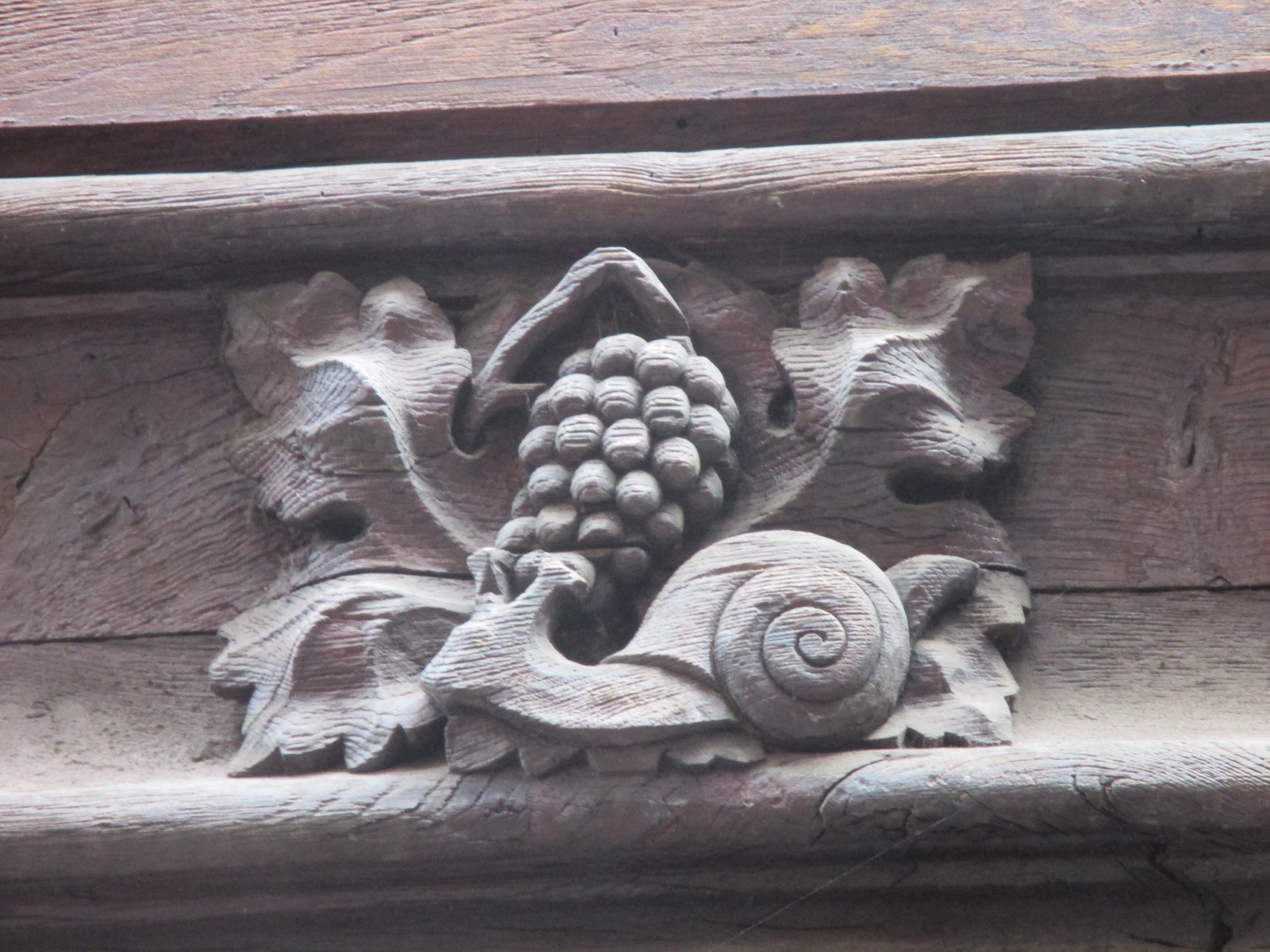
Helix pomatia du vignoble de Bourgogne, de la rue Verrerie de Dijon.

En droit français, trois espèces d'escargots consommables peuvent prétendre à la mention escargot :
- Helix pomatia : taille de 40 à 55 mm pour un poids adulte de 25 à 45 grammes. Géographiquement naturellement réparti en Europe centrale.
- Helix aspersa :
  - la sous-espèce Helix aspersa aspersa / petit-gris : taille de 28 à 35 mm pour un poids adulte de 7 à 15 grammes. Majoritairement présents dans les pays méditerranéens (Europe et Afrique du Nord) et sur la côte atlantique française.
  - la sous-espèce Helix aspersa maxima / gros-gris : taille de 40 à 45 mm pour un poids adulte de 20 à 30 grammes ; présents en Afrique du Nord.
- Helix lucorum : importés des Balkans et de Turquie.

## Présentation

### Préparation

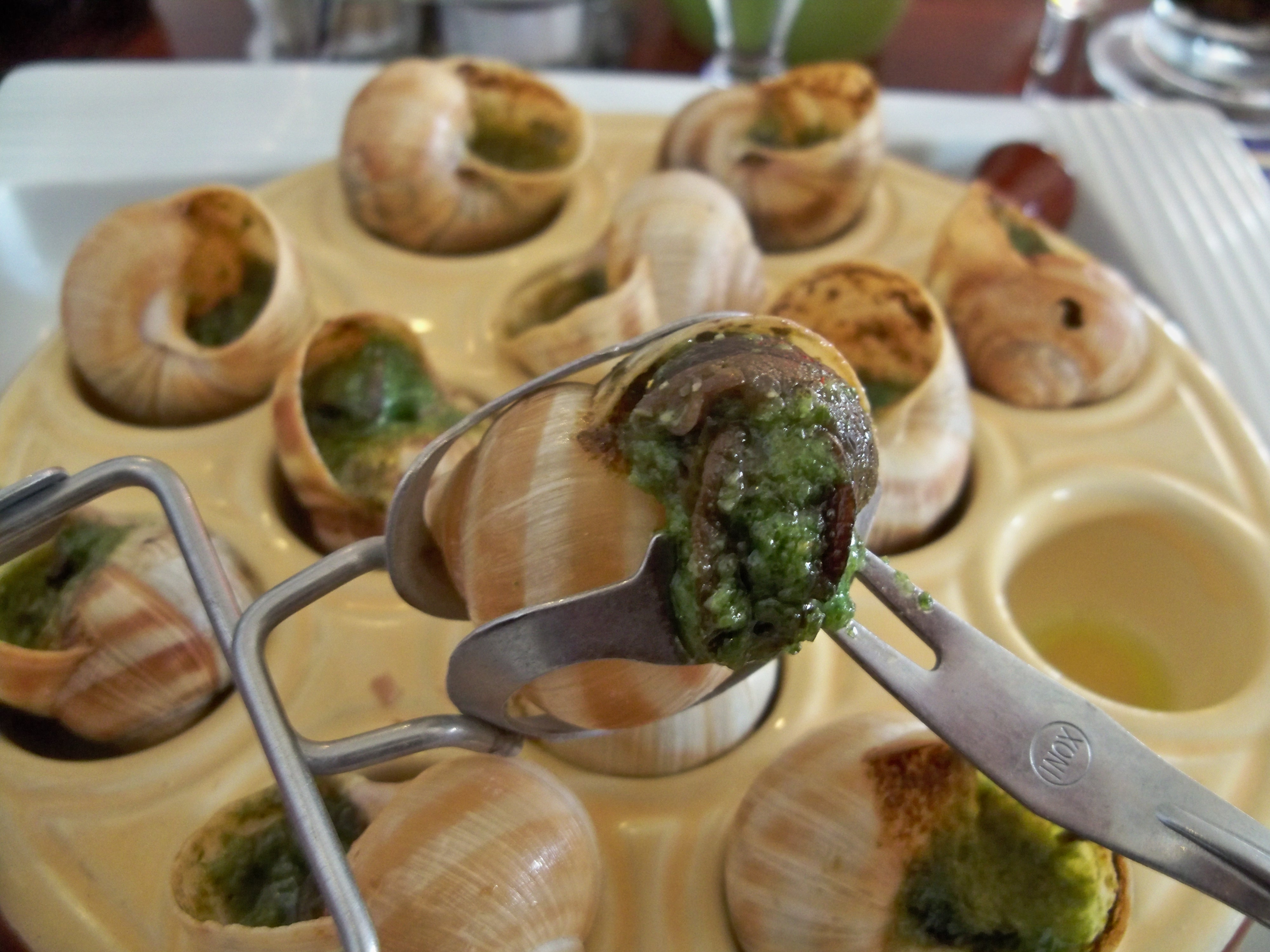
Pince à escargot et fourchette à escargot.

La préparation usuelle est présentée dans sa coquille, avec du beurre d’escargot (beurre, ail, persil) passée au four, servie par douzaine ou demi-douzaine, généralement dans une assiette spécifique.
En 1825, Borel publia pour la première fois la recette des escargots à la bourguignonne dans son Nouveau dictionnaire de cuisine en ces termes : « Escargots à la bourguignonne. Faites-les bouillir dans leurs coquilles, tirez-les ensuite de l'eau dans laquelle ils ont bouilli, et de leurs coquilles avec une fourchette ; jetez-les dans l'eau fraîche ; lavez les coquilles, et mettez dans chacune d'elles du beurre manié de fines herbes, avec sel et poivre ; remettez-y vos escargots ; couvrez-les du même beurre ; et, après les avoir fait rôtir sur de la braise bien allumée, servez. »

### Dégustation
Pour la dégustation, une fourchette à escargot  et une pince à escargot peuvent être utilisés. Ils peuvent être également servis sans coquille à l'assiette, ou sous forme de cassole individuelle, ou pour agrémenter divers plats.
Spécialités bourguignonnes de la gastronomie bourguignonne, ils peuvent s'accorder entre autres aux meilleurs vins blancs grand cru et premier cru de garde du vignoble de Bourgogne, dont les Meursault, Corton-charlemagne et autres Chassagne-montrachet.

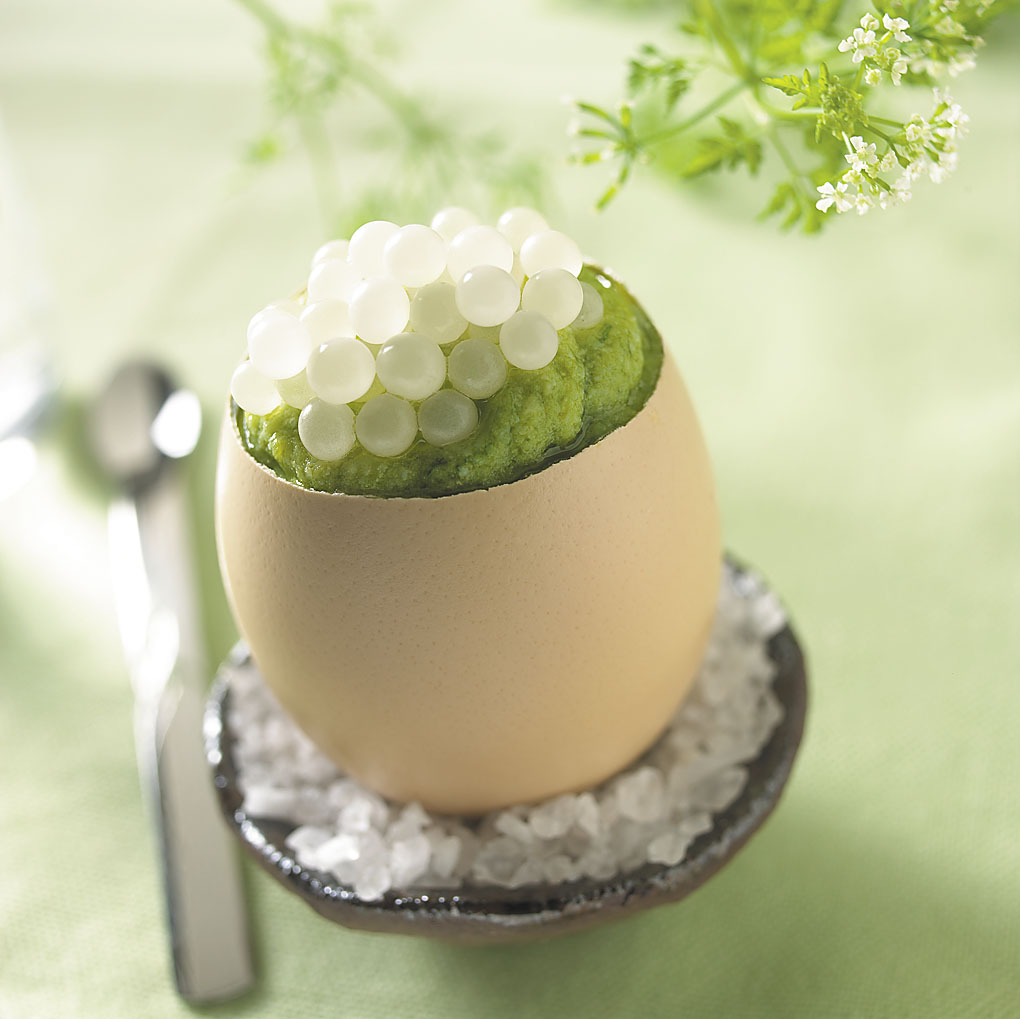
Œufs d'escargot dits commercialement « caviar d'escargot ».

## Variantes
- Escargots à la franc-comtoise (cuisine franc-comtoise)
- Escargots à l'alsacienne (cuisine alsacienne)
- Escargots à la bordelaise (gastronomie bordelaise)
- Escargots à la provençale (cuisine provençale)
- Cargolade catalane (cuisine catalane)

## Œuf d'escargot
Depuis les années 1990, la commercialisation d'œufs d'escargot se développe pour alimenter le marché de la gastronomie à titre de variante de caviar.